# The Correct Use Of Soap
The Correct Use Of Soap es el tercer álbum de la banda post punk Magazine, lanzado en 1980 por Virgin Records, y producido por Martin Hannett, reconocido por haberlo hecho también con el repertorio de Joy Division.
Menos experimental que el Secondhand Daylight de 1979, no tuvo gran éxito comercial, aunque contiene las canciones más conocidas de la banda (además que las del primer álbum 'Real Life), como "A Song from Under the Floorboards", "Sweetheart Contract" y "Thank You (Falettinme Be Mice Elf Agin)" (cover de la canción de Sly And The Family Stone). La primera canción fue versionada en concierto por Morrisey (quien fue influenciado por la banda), en el 2005.
Este fue el último álbum donde participó el guitarrista John McGeoch, quien, cansado de que los materiales no estuvieran tan orientados al uso de la guitarra y de sus fracasos comerciales, se va a Siouxsie And The Banshees, con los que destacó más y además quienes previamente, durante su tiempo con Magazine, lo habían invitado a colaborar en el sencillo Happy House y el álbum Kaleidoscope, ambos también de 1980. Sería reemplazado por Robin Simon, previamente en Ultravox, para hacer la siguiente gira mundial.

## Lista de canciones
Todas las canciones fueron compuestas por Barry Adamson, Howard Devoto, John Doyle, Dave Formula y John McGeoch, excepto la canción 7.
1. "Because You're Frightened" – 3:54
2. "Model Worker" – 2:51
3. "I'm a Party" – 3:01
4. "You Never Knew Me" – 5:23
5. "Philadelphia" – 3:54
6. "I Want to Burn Again" – 5:16
7. "Thank You (Fallentinme Be Mice Elf Again)" (Sylvester Stewart) - 3:48
8. "Sweetheart Contract" – 3:18
9. "Stuck" – 4:04
10. "A Song from Under the Floorboards" – 4:07

## Créditos
- Howard Devoto: voz
- John McGeoch: guitarra, saxofón
- Barry Adamson: bajo
- Dave Formula: teclados
- John Doyle: batería

- Datos: Q2410514